# Mun (Alti Pirenei)
Mun è un comune francese di 108 abitanti situato nel dipartimento degli Alti Pirenei nella regione dell'Occitania.

## Società

### Evoluzione demografica
Abitanti censiti